# 2016年金馬創投會議
2016年金馬創投會議是在2016年11月22日至24日，於臺灣的臺北市舉辦。

## 評審團
- 婁燁：導演[1]。
- 黃志明：電影製片人。
- 許月珍：監製。

## 入圍名單
以下電影企劃為入圍作品：
| 作品         | 導演   | 製片           |
| ------------ | ------ | -------------- |
| 《幸福城市》 | 何蔚庭 | 胡至欣、王閔立 |
| 《范保德》   | 蕭雅全 | 劉蔚然、侯孝賢 |

## 獎項
- 百萬首獎：《馬賽克少女》

## 外部連結
- 金馬創投會議（页面存档备份，存于）